# Камерунська лінія

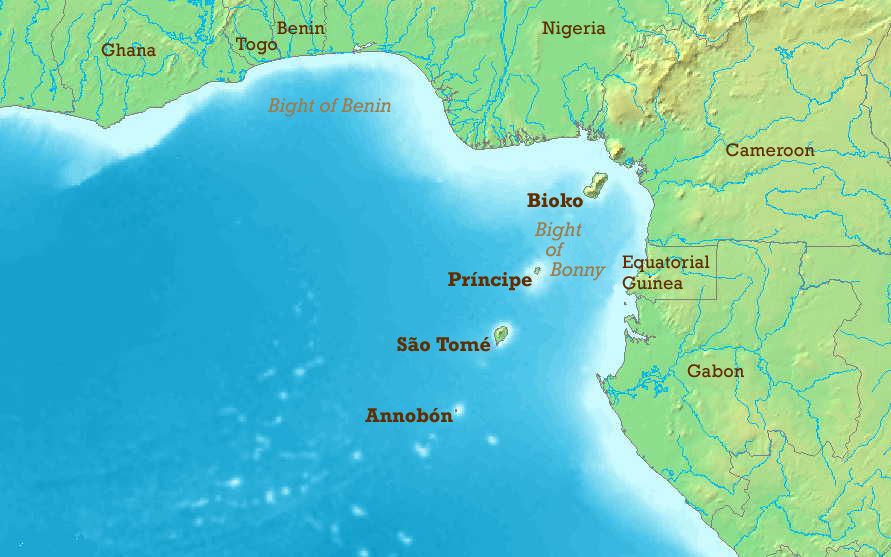
Мапа Гвінейської затоки з островами вздовж Камерунської лінії

Камерунська лінія — геологічний розлом або рифтова зона, яка тягнеться вздовж кордону Східної Нігерії і західного Камеруну, від гори Камерун на узбережжі Гвінейської затоки на північний схід, у бік озера Чад. На ній розташована Рифтова долина Мбере. Лінія характеризується пасмами гірських хребтів і вулканів відомих як Камерунський хребет або Камерунське нагір'я. Вона була утворена близько 80 мільйонів років тому, при русі Африканські плити проти годинникової стрілки. Через рифт відкрилися канали магми, що призвело до утворення вулканів. Дев'ять вулканів вздовж лінії вважаються активними, останнє виверження відбулося в 2000 році на горі Камерун. Інші гори на пасмі: гори Бамбоутус, гора Етінде, гора Маненгоуба. Озеро Найос — кратерне озеро пов'язано з вулканізмом Камерунської лінії, розташовано на північному заході Камеруну. Рифт має продовження в Атлантичному океані і утворює острови Аннобон, Сур, Принсіпі і Сан-Томе. Ці острови також іноді називаються островами Гвінейської затоки.
Камерунська лінія розпочинається від трійнику у Атлантичному океані і є класичним прикладом авлакогену.

## Геологія

Основні геологічні об'єкти поблизу Камерунської лінії

Геологи розходяться в думках, які вулканічні області мають бути включені до Камерунської вулканічної лінії.  Безперечно це пасмо островів і континентальна лінія до Оку.  На основі подібності за віком та складом, інколи також включають плато Нгаундере, плато Біу у Нігерії на північ від рукава Йола прогину Бенуе і Плато Джос на захід від прогину Бенуе.

### Оточуючі платформи
Камерунська лінія ділить навпіл кут, де узбережжя Африки має вигин 90°, і відкраює прямуючу на південь Конголезьку платформу від прямуючої на захід Західно-Африканської платформи. Берегова лінія приблизно відповідає узбережжю геологічної провінції Борборема на північному сході Бразилії, яка почала відділятися від цієї частини Африки близько 115 мільйонів років тому.
Центрально-Африканська зона зрушення, прямуюча від Судану до узбережжя Камеруну, розташована під континентальною частиною Камерунської лінії. Вона на південному заході обмежена зоною зрушення Фумбан, яка була активна до під час відкриття Південної Атлантики в крейдяний період. Наразі геологи ототожнюють походження зони зсуву Фумбан з розломом Пернамбуку в Бразилії